# Нефтегорск (Сахалинская область)
Нефтего́рск (до 1970 года Восто́к) — уничтоженный землетрясением посёлок городского типа в Охинском районе Сахалинской области.
Посёлок был расположен в 98 км к югу от города Оха. Основан в 1964 году. Потерпел значительные разрушения 28 мая 1995 года в результате сильного землетрясения, погибло около 2100 человек при постоянном населении 3197 человек перед катастрофой. Признан не подлежащим восстановлению и упразднён 29 сентября 1995 года.

## История
Решение о строительстве посёлка было принято нефтепромысловым управлением «Востокнефть» в 1962 году, строительство началось в 1964 году, первый 80-квартирный дом был заселён в 1965 году. Посёлок был рассчитан на 5000 жителей. В период строительства он носил неофициальное название Восток. Кроме жилых домов в посёлке были построены школа, четыре детских сада, дом культуры и другие объекты инфраструктуры. 8 декабря 1970 года Сахалинский облисполком присвоил посёлку название Нефтегорск и статус рабочего посёлка.
К 28 мая 1995 года постоянное население посёлка насчитывало 3197 человек. Кроме того, в посёлке могли находиться приезжие: гости, прикомандированные и временные работники.

### Уничтожение посёлка землетрясением
Ночью 28 мая 1995 года около 1:04 местного времени (около 13:04 27 мая UTC) на Сахалине в нескольких десятках километров к югу от Нефтегорска произошло землетрясение моментной магнитудой, по различным оценкам, 7,0—7,1 Мw. Разрушительная сила землетрясения в Нефтегорске оценивается в 9 баллов, однако специалисты Геофизической службы РАН отмечают, что причиной сильных разрушений является низкое качество строительства в посёлке. В частности, при испытании керамзитобетоных блоков пятиэтажных крупноблочных зданий, обрушение которых вызвало наибольшее количество жертв, было выявлено, что их прочность составляла 26 кг/см² вместо проектных 75 кг/см². Степень повреждений сейсмостойких зданий и деревянных построек в посёлке указывает на то, что фактическая разрушительная сила толчков не превосходила 7 баллов.
Все 17 крупноблочных пятиэтажных домов разрушились полностью, чего не происходило даже во время катастрофического землетрясения в Спитаке в 1988 году. Заведующий лабораторией института литосферы Георгий Кофф предположил, что не предназначенные для сейсмоопасных районов здания были построены в Нефтегорске в 1960-е годы из соображений экономии, что и привело к гибели множества людей. Марк Абрамович Клячко, бывший председателем государственной комиссии по оценке социально-экономических последствий катастрофы, также считает причиной обрушения пятиэтажных домов в Нефтегорске неуместную экономию, в результате которой они были построены без подвалов и с недостаточным заглублением фундаментов несущих стен. Низкое качество блочных конструкций, поставлявшихся на строительство Нефтегорска, отмечалось строителями-монтажниками в 1971 году в материале для газеты «Советский Сахалин». Обрушилось также здание Дома культуры, где в это время проходила дискотека. Повреждения средней и высокой степени получили здание управления «Востокнефтегаз», школа, поликлиника и другие несейсмостойкие строения. В трёх из обрушившихся жилых домов возникли пожары, практически не оставившие шансов на выживание попавшим под завалы.

### Спасательные работы
Спасательные работы были начаты немедленно силами уцелевших жителей Нефтегорска, вручную и с применением имеющейся техники. Телефонная связь была прервана, а ведущие в посёлок дороги повреждены. Первое сообщение о катастрофе передал в Оху около шести часов утра добравшийся в посёлок Сабо на мотоцикле работник нефтегорского отделения милиции Виктор Новосёлов. С утра 28 мая в посёлок была направлена помощь, а медицинские учреждения района приготовились к приёму пострадавших. К концу дня в Нефтегорск начали прибывать спасатели МЧС из других регионов России.
Во время спасательных работ в Нефтегорске работники МЧС России впервые применили «час тишины»: временную остановку техники и прослушивание развалин, чтобы определить местонахождение выживших. Поисково-спасательная операция продолжалась до 10 июня. По данным МЧС, к этому времени из развалин извлекли 2364 человека, из них 1958 — погибшими. Из 406 человек, извлечённых живыми, 37 умерли от полученных травм. По уточнённым данным, опубликованным в 2020 году, в результате землетрясения в Нефтегорске погибло 2096 человек (включая неопознанных). Ранения получили 720 человек. На 2020 год 37 человек считались пропавшими без вести, при этом один человек утверждал, что его имя включено в список пропавших по ошибке.

### Дальнейшие события
Гуманитарную помощь пострадавшим от землетрясения направили многие регионы России и более 100 иностранных государств.
По распоряжению президента России Бориса Ельцина, 31 мая 1995 года был объявлен общенациональный траур. Пострадавшим от землетрясения была назначена единовременная материальная помощь в размере 20 МРОТ и семьям погибших 200 МРОТ на семью. Жители Нефтегорска получили также компенсацию материального ущерба (до 50 млн руб. на семью) и жилищные сертификаты для приобретения жилья взамен утраченного. Компанией «Сахалинморнефтегаз» была организована дополнительная материальная помощь пострадавшим сотрудникам и потерявшим родителей детям.
Восстановление Нефтегорска было признано нецелесообразным. 29 сентября 1995 года губернатор Сахалинской области постановил посёлок упразднить, а оставшихся в нём жителей переселить в другие населённые пункты Сахалинской области. Главным образом переселение шло в Оху, Ноглики и Южно-Сахалинск. Многие пострадавшие предпочли покинуть Сахалин и поселиться в других регионах России.
После нефтегорского землетрясения были пересмотрены нормы сейсмостойкости зданий для Сахалина.

## Население
| Численность населения, чел. | Численность населения, чел. | Численность населения, чел. | Численность населения, чел. | Численность населения, чел. |
| 1970                        | 1979                        | 1989                        | 1995                        |                             |
| --------------------------- | --------------------------- | --------------------------- | --------------------------- | --------------------------- |
| >3000                       | 3974                        | 3507                        | 3197 → 0                    |                             |

## Память
На месте нефтегорского Дома культуры сооружён мемориальный комплекс с именами погибших. Местонахождение обрушившихся жилых домов отмечено плитами, на которых высечены их номера. На кладбище, где захоронены погибшие, построена часовня с колоколом.
28 мая 2000 года на привокзальной площади Южно-Сахалинска открыт памятник жертвам землетрясения в Нефтегорске (скульптор Владимир Николаевич Чеботарёв).

### Комментарии
1. ↑  По-видимому, расстояние по автодорогам по состоянию на начало 1970-х. Кратчайшее расстояние, согласно картографическим материалам, около 65 км.
2. ↑  874 тыс. руб., согласно Федеральному закону от 20.04.1995 № 43-ФЗ[24].
3. ↑  8,74 млн руб., согласно Федеральному закону от 20.04.1995 № 43-ФЗ[24].
4. ↑  Согласно указу Президиума Верховного Совета РСФСР от 12 сентября 1957 г. «О порядке отнесения населенных пунктов к категории городов, рабочих и курортных поселков», одним из условий присвоения статуса «рабочий посёлок» было население не менее 3 тыс. человек.

### Отсылки к источникам
1. 1 2  БСЭ-3, 1974.
2. 1 2 3  Нефтегорск - боль и память Сахалина. Государственный исторический архив Сахалинской области. Дата обращения: 11 мая 2022. Архивировано из оригинала 11 мая 2022 года.
3. ↑  Белоносов Валерий. Трагическая весна 95-го года // Родина : журнал. — 2012. — № 1. — С. 25—27. — ISSN 0235-7089.
4. ↑  Книга памяти, 2020, с. 122.
5. ↑  106336 Sakhalin Island (англ.). ISC: On-Line Bulletin. International Seismological Centre. Дата обращения: 20 апреля 2023. Архивировано 20 апреля 2023 года.
6. ↑  Оскорбин и др., 2001, с. 170—171.
7. ↑  Оскорбин и др., 2001, с. 175.
8. 1 2  Оскорбин и др., 2001, с. 173.
9. ↑  Миклашевская Алёна, Беррес Леонид. Землетрясение на Сахалине. Коммерсантъ (1 июня 1995). Дата обращения: 8 марта 2022. Архивировано 8 марта 2022 года.
10. ↑  Книга памяти, 2020, с. 75.
11. ↑  Уроки Нефтегорского землетрясения 1995 года рассматривают ученые на Сахалине. SakhalinMedia.ru. Медиахолдинг PrimaMedia (26 мая 2015). Дата обращения: 20 апреля 2023. Архивировано 3 декабря 2017 года.
12. ↑  Книга памяти, 2020, с. 76—77.
13. ↑  Книга памяти, 2020, с. 33.
14. ↑  Книга памяти, 2020, с. 93.
15. ↑  Книга памяти, 2020, с. 27.
16. ↑  Книга памяти, 2020, с. 35—36.
17. ↑  Книга памяти, 2020, с. 39—42, 91—92.
18. ↑  Сегодня 25 лет назад произошло землетрясение в поселке Нефтегорск. МЧС России (27 мая 2020). Дата обращения: 20 апреля 2023.
19. 1 2 3 4  Трагедия в Нефтегорске: 20 лет со дня разрушительного землетрясения. TACC (28 мая 2015). Дата обращения: 20 апреля 2023. Архивировано 20 апреля 2023 года.
20. ↑  Книга памяти, 2020, с. 95.
21. ↑  Книга памяти, 2020, с. 122—123.
22. ↑  Загуменская Анастасия. Призрак Нефтегорска: без вести пропавший под обломками сахалинец 25 лет доказывает, что он живой. Sakh.online (28 мая 2020). Дата обращения: 21 апреля 2023. Архивировано 22 апреля 2023 года.
23. ↑  Книга памяти, 2020, с. 64—65.
24. 1 2  Минимальный размер оплаты труда. Garant.ru. Дата обращения: 21 апреля 2023. Архивировано 22 апреля 2023 года.
25. ↑  Книга памяти, 2020, с. 50.
26. ↑  Книга памяти, 2020, с. 85—88.
27. ↑  Книга памяти, 2020, с. 69.
28. ↑  Книга памяти, 2020, с. 90.
29. ↑  Всесоюзная перепись населения 1979 г. Численность городского населения РСФСР, ее территориальных единиц, городских поселений и городских районов по полу. Приложение. Справочник статистических показателей. Демоскоп Weekly. Дата обращения: 20 апреля 2023. Архивировано 29 сентября 2013 года.
30. ↑  Всесоюзная перепись населения 1989 г. Численность городского населения РСФСР, ее территориальных единиц, городских поселений и городских районов по полу. Приложение. Справочник статистических показателей. Демоскоп Weekly. Дата обращения: 20 апреля 2023. Архивировано 26 сентября 2011 года.
31. ↑  Как сильнейшее в истории России землетрясение разрушило поселок Нефтегорск. МК на Сахалине (28 мая 2022). Дата обращения: 22 апреля 2023. Архивировано 22 апреля 2023 года.
32. ↑  25 лет назад страшное землетрясение стерло с лица земли целый сахалинский поселок. Sakh.online (28 мая 2020). Дата обращения: 20 апреля 2023. Архивировано 20 апреля 2023 года.
33. ↑  Книга памяти, 2020, с. 5, 14—15.
34. ↑  Павловская Н. А. Сахалинский скульптор Владимир Николаевич Чеботарев // III Рыжковские чтения : Материалы краеведческой научно-практической конференции. г. Южно-Сахалинск. 5-6 октября 2004 г. — Южно-Сахалинск: Сахалинское кн. изд-во, 2006. — С. 52, 54. — ISBN 5-88453-147-8. Архивировано 22 апреля 2023 года.